# Dean Cundey
Dean Raymond Cundey, A.S.C. (* 12. března 1946 v Alhambře, stát Kalifornie) je americký filmař a kameraman. Podílel se na tvorbě mnoha desítek hollywoodských filmů, například hororů z řady Halloween, dále filmů Jurský park, Psycho II, Apollo 13, Garfield a mnoho dalších.